# Минадео, Габриэль
Габриэль Минадео Рамирес (исп. Gabriel Minadeo Ramírez; род. 27 июля 1967) — аргентинский хоккеист на траве, полевой игрок; тренер. Участник летних Олимпийских игр 1988, 1992 и 1996 годов, двукратный чемпион Панамериканских игр 1991 и 1995 годов, серебряный призёр Панамериканских игр 1987 года как игрок. Бронзовый призёр летних Олимпийских игр 2008 года, участник летних Олимпийских игр 2016 года, бронзовый призёр чемпионата мира 2006 года, чемпион Америки 2009 года, чемпион Панамериканских игр 2007 года, чемпион Южной Америки 2008 года, чемпион Южноамериканских игр 2006 года как тренер.

## Биография
Габриэль Минадео родился 27 июля 1967 года.
В 1983—2003 годах на протяжении всей карьеры выступал за «Банко Провинсия» из Буэнос-Айреса.
В 1985—1996 годах играл за сборную Аргентины.
В 1987 году в её составе завоевал серебряную медаль Панамериканских игр в Индианаполисе. Впоследствии дважды выигрывал золотые медали: в 1991 году в Гаване и в 1995 году в Мар-дель-Плате.
В 1988 году вошёл в состав сборной Аргентины по хоккею на траве на летних Олимпийских играх в Сеуле, занявшей 8-е место. Играл в поле, провёл 7 матчей, забил 1 гол в ворота сборной Кении.
В 1990 году участвовал в чемпионате мира в Лахоре, где аргентинцы заняли 9-е место. Мячей не забивал.
В 1992 году вошёл в состав сборной Аргентины по хоккею на траве на летних Олимпийских играх в Барселоне, занявшей 11-е место. Играл в поле, провёл 6 матчей, мячей не забивал.
В 1996 году вошёл в состав сборной Аргентины по хоккею на траве на летних Олимпийских играх в Атланте, занявшей 9-е место. Играл в поле, провёл 7 матчей, мячей не забивал.
После окончания игровой карьеры стал тренером. В 1997—2004 годах входил в тренерский штаб женской сборной Аргентины, где ассистировал Серхио Вихилю.
В 2005 году стал главным тренером после отставки Вихиля. В марте 2009 года покинул пост главного тренера, вернувшись в октябре 2015 года. В 2006 году завоевал с женской сборной Аргентины бронзовую медаль чемпионата мира в Мадриде и золотую медаль Южноамериканских игр в Буэнос-Айресе, в 2007 году — золотую медаль Панамериканских игр в Рио-де-Жанейро, в 2008 году — бронзу летних Олимпийских игр в Пекине и золотую медаль чемпионата Южной Америки в Монтевидео, в 2009 году — золото Панамериканского чемпионата в Гамильтоне, в 2015 году — золото Мировой лиги в Росарио. Кроме того, под началом Минадео аргентинки завоевали три медали Трофея чемпионов: серебряные в 2007 году в Кильмесе, золотые в 2008 году в Мёнхенгладбахе и в 2016 году в Лондоне. В 2016 году женская сборная Аргентины под руководством Минадео заняла 7-е место на летних Олимпийских играх в Рио-де-Жанейро.